# 米勒城 (伊利諾伊州)
米勒城（英語：Miller City）是美國伊利諾伊州亞歷山大縣的一個非建制地區，位于马蹄湖西南角。該地的面積和人口皆未知。

## 地理
米勒城的座標為37°06′39″N 89°21′22″W / 37.11083°N 89.35611°W，而該地的平均海拔高度為101米（即331英尺）。